# Pokrzywnica (Powiat Pułtuski)
Pokrzywnica ist ein Dorf und Sitz der gleichnamigen Gemeinde im Powiat Pułtuski der Woiwodschaft Masowien, Polen.

## Gemeinde
Zur Landgemeinde Pokrzywnica gehören 33 Ortschaften:
Budy Ciepielińskie
Budy Obrębskie
Budy Pobyłkowskie
Ciepielin
Dzbanice
Dzierżenin
Gzowo
Karniewek
Kępiaste
Klaski
Koziegłowy
Łępice
Łosewo
Łubienica
Łubienica-Superunki
Mory
Murowanka
Nowe Niestępowo
Niestępowo Włościańskie
Obręb
Obrębek
Olbrachcice
Piskornia
Pobyłkowo Duże
Pobyłkowo Małe
Pogorzelec
Pokrzywnica
Pomocnia
Strzyże
Świeszewo
Trzepowo
Witki
Wólka Zaleska
Zaborze
Weitere Orte der Gemeinde sind:
Klusek
Kolonia Koziegłowy
Łubienica-Osada
Gaik
Grabina
Kacapy
Kuchary
Piskornia Duża
Piskornia Mała
Lgniąca